# Gallur
Gallur est une commune d’Espagne, dans la province de Saragosse, communauté autonome d'Aragon comarque de Ribera Alta del Ebro.

## Personnalités
- María Domínguez (1882-1936), maire de Gallur, première maire élue démocratiquement en Espagne, assassinée par les nationalistes durant la guerre d'Espagne[1]. L'école de la commune porte son nom[2].
- Lluís Martí Bielsa (1921-2019), né à Gallur, personnalité de la guerre d'Espagne et résistant de la Seconde Guerre mondiale en France, survivant de la déportation du camp de Dachau[3].